# کاردینال شمالی
سرخ‌قبای شمالی، کاردینال شمالی یا کاردینال سرخ (نام علمی: Cardinalis cardinalis) یا کاردینال معمولی نام یک گونه از تیره کاردینالان است که در آمریکای شمال زیست می‌کند.